# كاثرين كيلر
كاثرين كيلر (بالإنجليزية: Catherine Keller)‏ هي ثيولوجية أمريكية، ولدت في 1953.